# Ratibati
Ratibati é uma vila no distrito de Barddhaman, no estado indiano de Bengala Ocidental.

## Demografia
Segundo o censo de 2001, Ratibati tinha uma população de 4370 habitantes. Os indivíduos do sexo masculino constituem 55% da população e os do sexo feminino 45%. Ratibati tem uma taxa de literacia de 56%, inferior à média nacional de 59,5%: a literacia no sexo masculino é de 67% e no sexo feminino é de 44%. Em Ratibati, 13% da população está abaixo dos 6 anos de idade.